# Campionati del mondo di atletica leggera indoor 2003 - Salto in alto femminile
La specialità del salto in alto femminile dei campionati del mondo di atletica leggera indoor 2003 si svolse tra il 15 e il 16 marzo 2003 presso la National Indoor Arena di Birmingham, nel Regno Unito.

## Podio
| Pos.    | Atleta          | Nazionalità | Tempo  |
| ------- | --------------- | ----------- | ------ |
| Oro     | Kajsa Bergqvist | Svezia      | 2,01 m |
| Argento | Yelena Yelesina | Russia      | 1,99 m |
| Bronzo  | Anna Chicherova | Russia      | 1,99 m |

## Risultati

### Qualificazione
Le qualificazioni si svolsero il 15 marzo, accedevano alla finale le atlete di ogni Gruppo che raggiungono la misura di 1,95 m (Q) o almeno le 10 migliori performance (q).

#### Gruppo A
| Pos | Atleta           | Nazionalità            | 1,78 | 1,83 | 1,87 | 1,90 | 1,93 | 1,95 | Misura | Note                                     |
| --- | ---------------- | ---------------------- | ---- | ---- | ---- | ---- | ---- | ---- | ------ | ---------------------------------------- |
| 1   | Inha Babakova    | Ucraina                | -    | -    | o    | xo   | o    | o    | 1,95   | q,                                       |
| 5   | Oana Pantelimon  | Romania                | -    | o    | xo   | xo   | xxo  | o    | 1,95   | q,                                       |
| 10  | Amy Acuff        | Stati Uniti            | -    | o    | o    | xo   | xo   | xxo  | 1,95   | q,                                       |
| 11  | Susan Moncrieff  | Regno Unito (bandiera) | o    | o    | xo   | xo   | xxo  | xxx  | 1,93   | Miglior prestazione personale            |
| 12  | Tatyana Efimenko | Kirghizistan           | o    | o    | o    | o    | xxx  |      | 1,90   |                                          |
| 15  | Anna Ksok        | Polonia                | o    | o    | xx–  | o    | xx–  | x    | 1,90   |                                          |
| 16  | Elena Herzenberg | Germania               | o    | o    | o    | o    | xxx  |      | 1,90   |                                          |
| 17  | Marina Aitova    | Kazakistan             | o    | o    | xxo  | xxx  |      |      | 1,87   | Miglior prestazione personale stagionale |
|     | Yoko Hunnicutt   | Giappone               | -    | -    | xxx  |      |      |      | NM     |                                          |

#### Gruppo B
| Pos | Atleta             | Nazionalità | 1,78 | 1,83 | 1,87 | 1,90 | 1,93 | 1,95 | Misura | Note |
| --- | ------------------ | ----------- | ---- | ---- | ---- | ---- | ---- | ---- | ------ | ---- |
| 1   | Yelena Yelesina    | Russia      | -    | o    | o    | xo   | o    | o    | 1,95   | q    |
| 1   | Tisha Waller       | Stati Uniti | -    | o    | o    | o    | xo   | o    | 1,95   | q    |
| 1   | Iryna Mykhalchenko | Ucraina     | -    | -    | o    | o    | xo   | o    | 1,95   | q    |
| 6   | Ruth Beitia        | Spagna      | -    | o    | o    | o    | o    | xo   | 1,95   | q    |
| 7   | Blanka Vlašić      | Croazia     | -    | -    | o    | xo   | o    | xo   | 1,95   | q    |
| 8   | Anna Chicherova    | Russia      | -    | o    | o    | xo   | xo   | xo   | 1,95   | q    |
| 9   | Kajsa Bergqvist    | Svezia      | -    | o    | o    | o    | o    | xxo  | 1,95   | q    |
| 13  | Dóra Győrffy       | Ungheria    | o    | o    | xo   | o    | xxx  |      | 1,90   |      |
| 13  | Iva Straková       | Rep. Ceca   | -    | o    | xo   | o    | xxx  |      | 1,90   |      |

### Finale
La finale si svolse il 16 marzo.
| Pos | Atleta             | Nazionalità | 1,84 | 1,88 | 1,92 | 1,96 | 1,99 | 2,01 | Misura | Note             |
| --- | ------------------ | ----------- | ---- | ---- | ---- | ---- | ---- | ---- | ------ | ---------------- |
| 1   | Kajsa Bergqvist    | Svezia      | o    | o    | o    | o    | o    | o    | 2.01   |                  |
| 2   | Yelena Yelesina    | Russia      | o    | o    | xxo  | o    | xo   | xxx  | 1,99   |                  |
| 3   | Anna Chicherova    | Russia      | o    | o    | xo   | xxo  | xo   | xxx  | 1,99   |                  |
| 4   | Blanka Vlašić      | Croazia     | o    | o    | o    | o    | xx–  | x    | 1,96   |                  |
| 5   | Iryna Mykhalchenko | Ucraina     | o    | o    | xo   | o    | xxx  |      | 1,96   |                  |
| 5   | Ruth Beitia        | Spagna      | o    | o    | xo   | o    | xxx  |      | 1,96   | Record nazionale |
| 7   | Tisha Waller       | Stati Uniti | o    | o    | o    | xxo  | xxx  |      | 1,96   |                  |
| 8   | Inha Babakova      | Ucraina     | o    | o    | o    | xxx  |      |      | 1,92   |                  |
| 9   | Oana Pantelimon    | Romania     | o    | xo   | o    | xxx  |      |      | 1,92   |                  |
| 10  | Amy Acuff          | Stati Uniti | o    | o    | xxo  | xxx  |      |      | 1,92   |                  |